# 상륙준비단
상륙준비단(Amphibious ready group (ARG))은 미국 해군의 상륙전 부대이다. 상륙함을 중심으로 구성된 미국 해군의 상륙전 태스크 포스와 미국 해병대나 미국 육군으로 구성된 상륙전부대로 구성되며, 모두 5,000명 규모이다. 항공모함 타격단(carrier battle group, CVBG)의 보호를 받는다.

## 구성요소
- 한척의 강습상륙함(LHA 또는 LHD) - 소형 항공모함이다. 첫번째 임무는 헬기 상륙작전이며, 두번째 임무는 해리어 전투기 운용이다. LCAC 호버크래프트도 탑재한다. 배수량 4만톤이며, 11척을 유지하고 있다.
- 한척의 LPD - LCAC 호버크래프트의 모함이며, 비행갑판이 있어서 헬기 상륙작전도 가능하다. 배수량 25,000톤 샌 안토니오급은 MV-22 오스프리 2대가 동시에 이착륙할 수 있고, 최대 4대를 비행갑판 위에 탑재할 수 있다. 해병대 700명이 탑승한다. 12척을 계획중이다.
- 한척의 LSD - LCAC 호버크래프트의 모함이다.
- 해병원정대 - 대령이 지휘하는 2,300명으로 편성된 재병혼성부대이다. 7개 해병 원정대가 창설되어 있다. 과거에는 상륙준비단 소속이었으나 1990년대 이후에는 원정 타격단 소속이다.
- 해리어 전투기
- CH-53E 슈퍼 스탤리온 대형 수송헬기 - 무게가 33톤이나 되는 대형 장거리 수송 헬기이다. 완전무장한 해병 50여명을 태우고 1,800 km나 비행한다.
- 슈퍼 코브라 또는 바이퍼 공격헬기 - 60년대 육군의 4.3톤 단발엔진 AH-1 코브라 공격헬기를 8.4톤 쌍발엔진으로 업그레이드한 것으로, 상륙부대의 화력지원을 한다. 2010년부터 실전배치되었다.
- 슈퍼 휴이 헬기 - 월남전 때 유명한 60년대 육군의 4.3톤 단발엔진 휴이 수송헬기를 8.4톤 쌍발엔진으로 업그레이드했다. 2008년부터 실전배치되었다.
- MV-22 오스프리 수직이착륙 수송기 - 27톤 MV-22 오스프리는 2007년부터 실전배치되었다. 60년대 11톤 CH-46 시나이트 수송헬기를 대체했다. 둘 다 20여명의 보병을 수송하지만, 시나이트 전투행동반경이 296 km인데 비해, 오스프리는 722 km나 된다. 2012년 퇴역한 시나이트를 한국에 기부했다.

## 사진첩

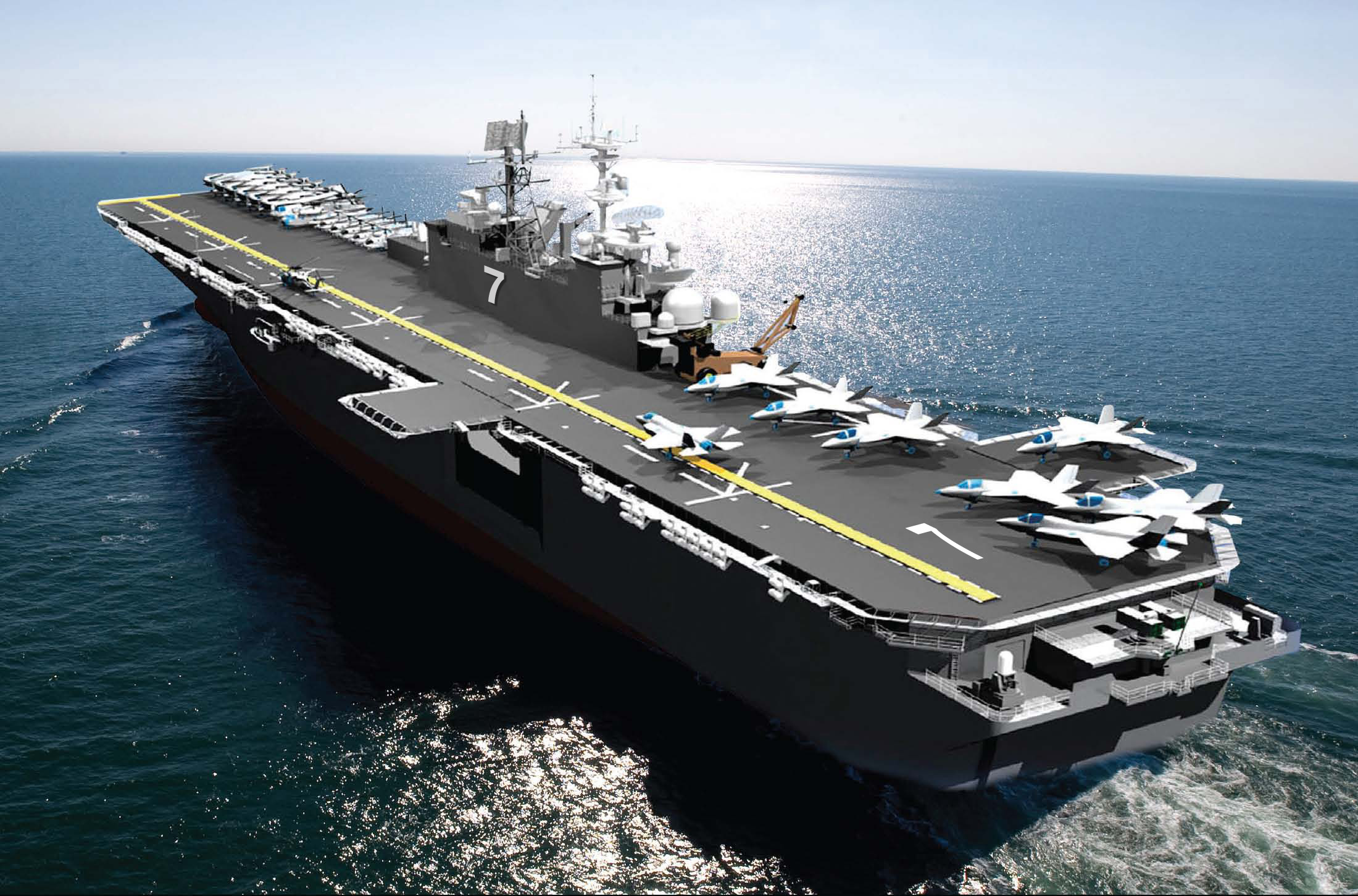
USS 트리폴리 (LHA-7)
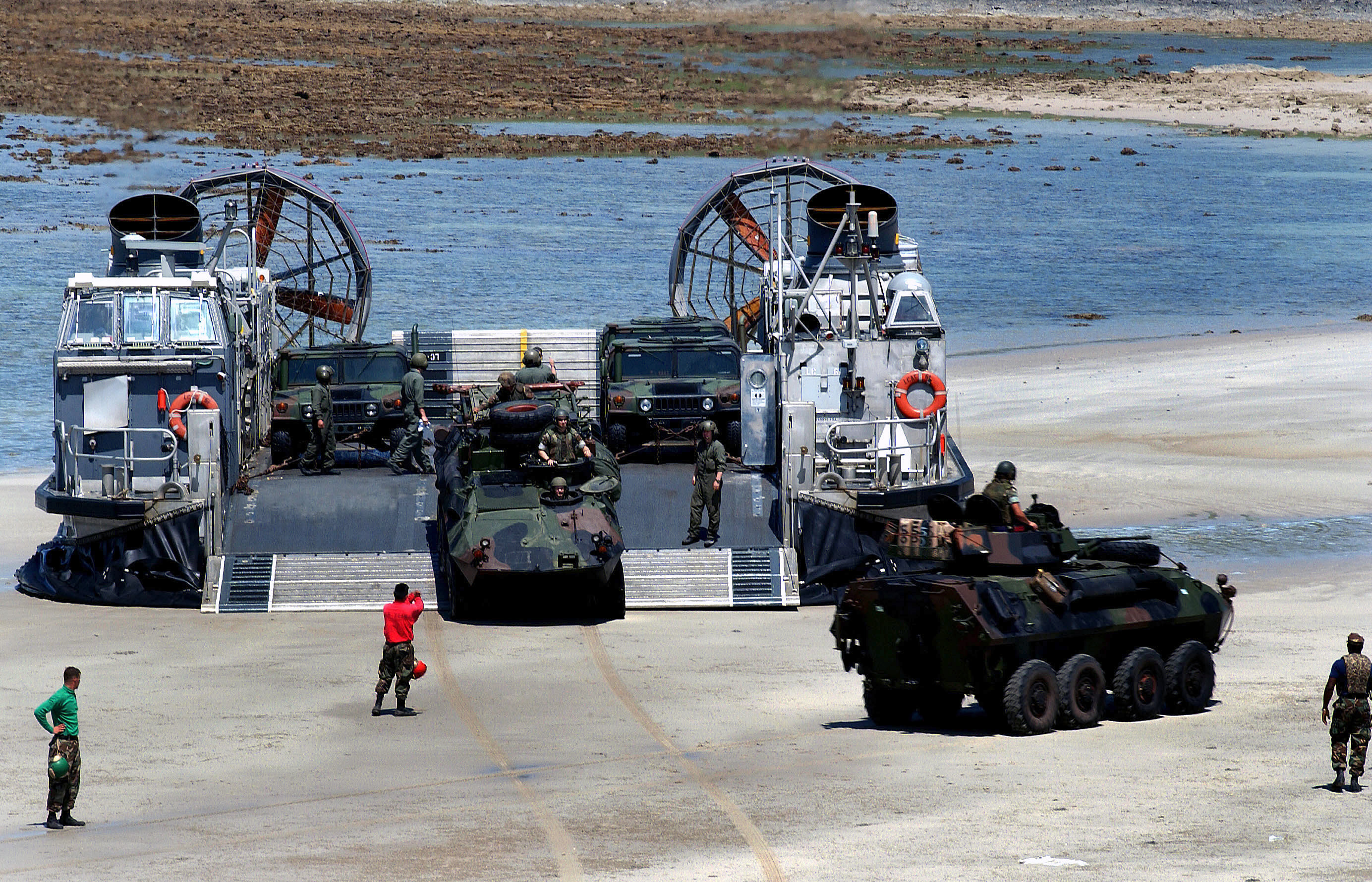
LCAC에서 내리는 해병대 상륙돌격장갑차
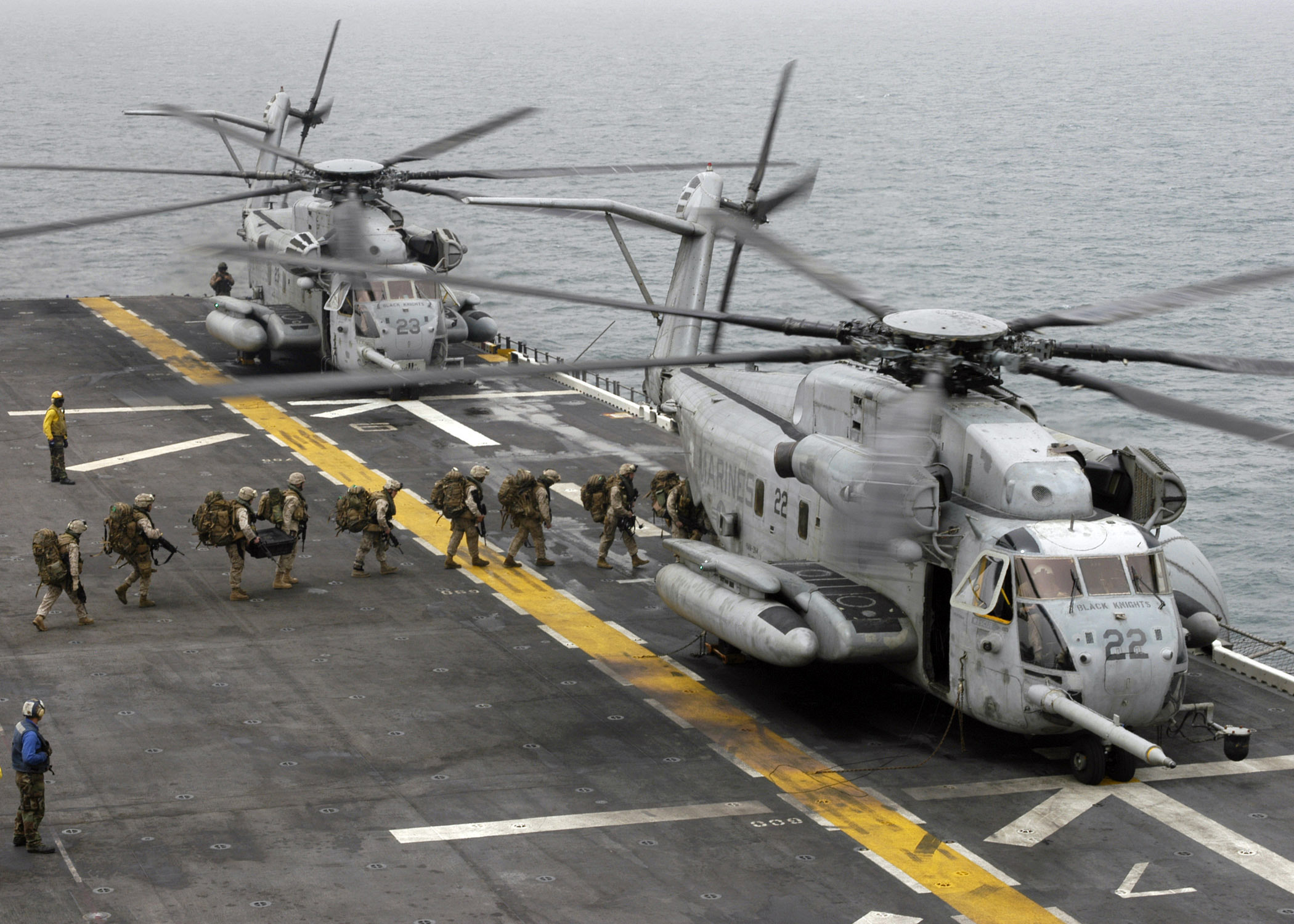
CH-53E 슈퍼 스탤리온에 탑승중인 해병대
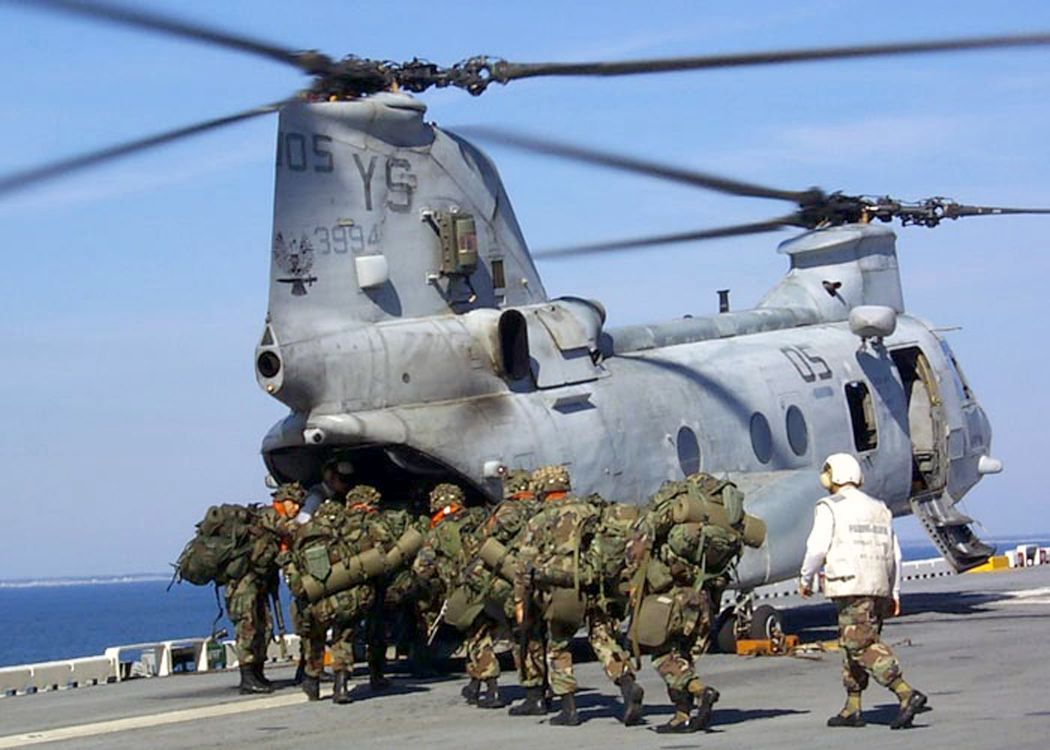
USS 사이판 (LHA-2)에서 CH-46 시나이트 헬기에 탑승하고 있는 제22해병원정대 대원들.
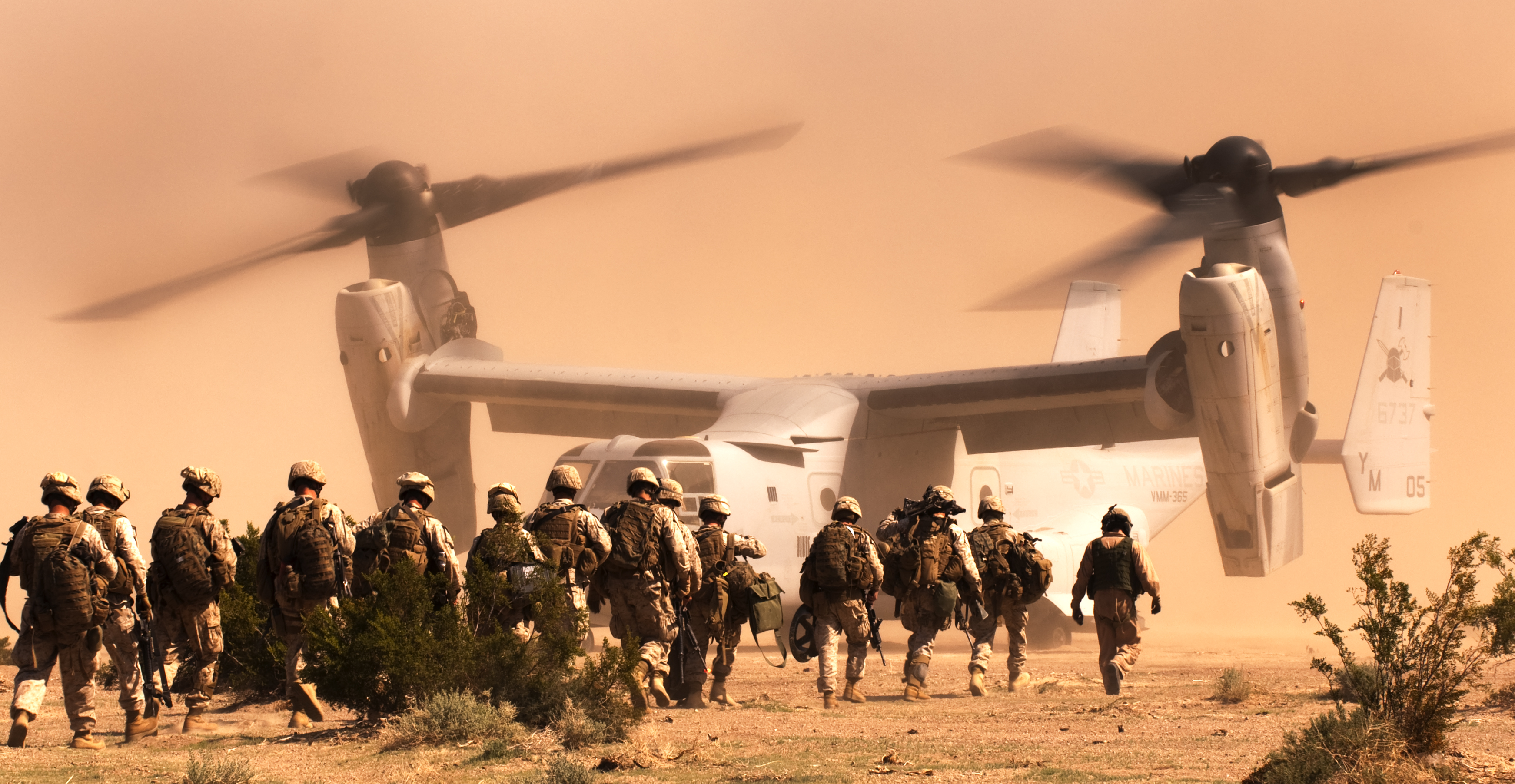
MV-22 오스프리에 탑승중인 해병대

## 같이 보기
- 항공모함 타격단
- 원정 타격단